# Rein de Waal
Rein de Waal   (Amsterdam, 24 de novembre de 1904 - Amsterdam, 31 de maig de 1985) va ser un jugador d'hoquei sobre herba neerlandès que va competir durant la dècada de 1920 i 1930.
El 1928 va prendre part en els Jocs Olímpics d'Amsterdam, on va guanyar la medalla de plata com a membre de l'equip neerlandès en la competició d'hoquei sobre herba. Vuit anys més tard, als Jocs de Berlín, guanyà la medalla de bronze en la mateixa competició.
De Waal fou un dels responsables de la introducció de la variant anglesa d'hoquei sobre herba als Països Baixos a mitjans de la dècada de 1920 gràcies a l'obtenció dels Jocs de 1928. Fins aleshores jugaven una variant diferent, amb regles pròpies, cosa que els impedia participar en competicions internacionals. En retirar-se com a jugador passà a exercir d'entrenador, tasca que el va dur a guanyar la medalla de plata als Jocs de Hèlsinki de 1952.